# Krbavska bitka
Krbavska bitka, bitka na Krbavskem polju v Liki, 9. septembra 1493, v kateri je bosanski sandžak-beg Hadim Jakub-paša premagal hrvaško plemiško vojsko pod poveljstvom bana Emerika Derenčina. V bitki je padla večina hrvaškega starega plemstva. Zgodovinarji jo pogosto imenujejo »hrvaško Kosovo«.

## Uvod
Okrog 8000 turških akindžij iz Bosne, Srbije in južne Rumelije je koncem leta 1493 pod vodstvom bosanskega sandžak-bega Hadim Jakub-paše vdrlo iz Bosne preko Hrvaške na Kranjsko in Štajersko, kjer so ropali podeželsko prebivalstvo. Na povratku so pustošili po Hrvaškem Zagorju in na področju Modruša. Ker je novi  hrvaški ban Emerik Derenčin s svojo vojsko turški vojski, ki se je vračala s plenom, zaprl direktno  pot v Bosno, se je Jakub-paša skušal zapori izogniti preko Krbavskega polja.
A tudi Derenčin je pregrupiral hrvaške čete. Na Krbavskem polju je zbral vse razpoložljive čete hrvaških in slavonskih plemičev, okrog 3.000 konjenikov in 2.000 pešakov in neznano število slabo oboroženih in vojaško neizkušenih kmetov. Prepričan v številčno premoč svoje vojske ni poslušal nasvetov nekaterih drugih plemičev, da bi Turke pričakali v planinski zasedi in se je odločil za frontalni spopad s Turki, kar je bila običajna taktika tistega časa.

## Bitka
Ban Derenčin je na pobočju nad poljem, verjetno severno od Udbine,  vojsko razdelil v tri konjeniške skupine: Slavonce je vodil Franjo Berislavić, Hrvate Ivan Cetinski in ban Jajca Jurij Vlatković, tretjo skupino pa Frankopana Nikola Tržački in Bernardin Modruški. Med konjeniškimi skupinami so bili razporejeni pešci in kmetje. Ban je s svojimi vojaki verjetno zavzel osrednji položaj. Tudi  Jakub-paša je imel svojo vojsko razdeljeno po teritorialni pripadnosti v tri skupine.
Čim so Hrvatje zagledali prihajajoče Turke, prvo skupino kruševaškega sandžak-bega Ismaila, so se spustili v ravnico in jih z vso vnemo napadli. Po kratkem a ostrem boju so se Turki začeli umikati, za njimi pa so se pomikali hrvaški bojevniki. Ko so prišli mimo v gozdu skritih akindžij skopskega namestnika Karlelija Mehmed-bega, jih je ta iz zasede napadel od zadaj. Obrnili so se tudi Ismail-begovi konjeniki in napadli Hrvate z boka, med tem ko se je pred Hrvati pojavila glavnina turške vojske pod poveljstvom Jakub-paše. Hrvatje so bili sedaj obkoljeni s treh strani, na četrti stani pa je tekla reka Krbava. Kljub temu so se hrabro borili, dokler nista padla poveljnika Ivan Cetinski in Jurij Vlatković. Zmedeni zaradi izgube vodij so začeli bežati. Za njimi so bežali proti narasli Krbavi tudi pešaki in kmetje. Turki so potem hitro zlomili odpor nasprotnikov; tisti, ki niso bili ubiti ali niso utonili v narasli reki, so prišli v ujetništvo. Padlo je mnogo hrvaških plemičev iz rodbin Frankopanov, Zrinskih in Blagajskih. Ban Derenčin, Nikola Tržački in Karlo Gušić so prišli v ujetništvo. Menda je na hrvaški strani od preko desetisočih preživelo vsega dvesto mož, med njimi Bernardin  Modruški, ki je zapustil svojo vojsko in bitko. Derenčin je v ujetništvu v temnici umrl.
Bitko na Krbavskem polju pogosto imenujejo »hrvaško Kosovo«. V njej je padlo skoraj vse staro hrvaško plemstvo.

## Posledice bitke
Krbavski poraz je vzpodbudil hrvaške plemiče, da so začeli iskati pomoč v tujini. Knezi Blagajski, Kurjakovići in Zrinski, ki so imeli posesti v poglavitnih smereh turških vdorov, so priznali turško nadoblast in se obvezali, da bodo plačevali harač. 
Turki so naslednje leto ponovno vpadli v Slavonijo in na Štajersko. Šele leta 1495, ko je ogrski kralj Vladislav II. s Turki sklenil triletni mir, je prišlo do delnega olajšanja. Obenem je za hrvaškega bana imenoval Ivana Korvina, ki je močno okrepil protiturško obrambo.